# Csodakaktusz

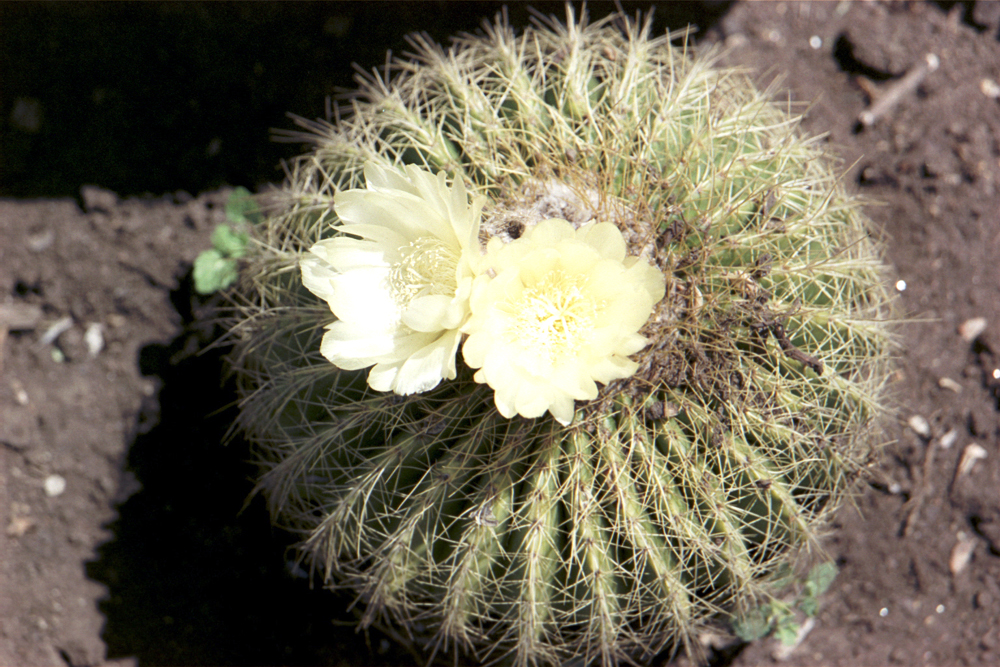
Virágzó Parodia

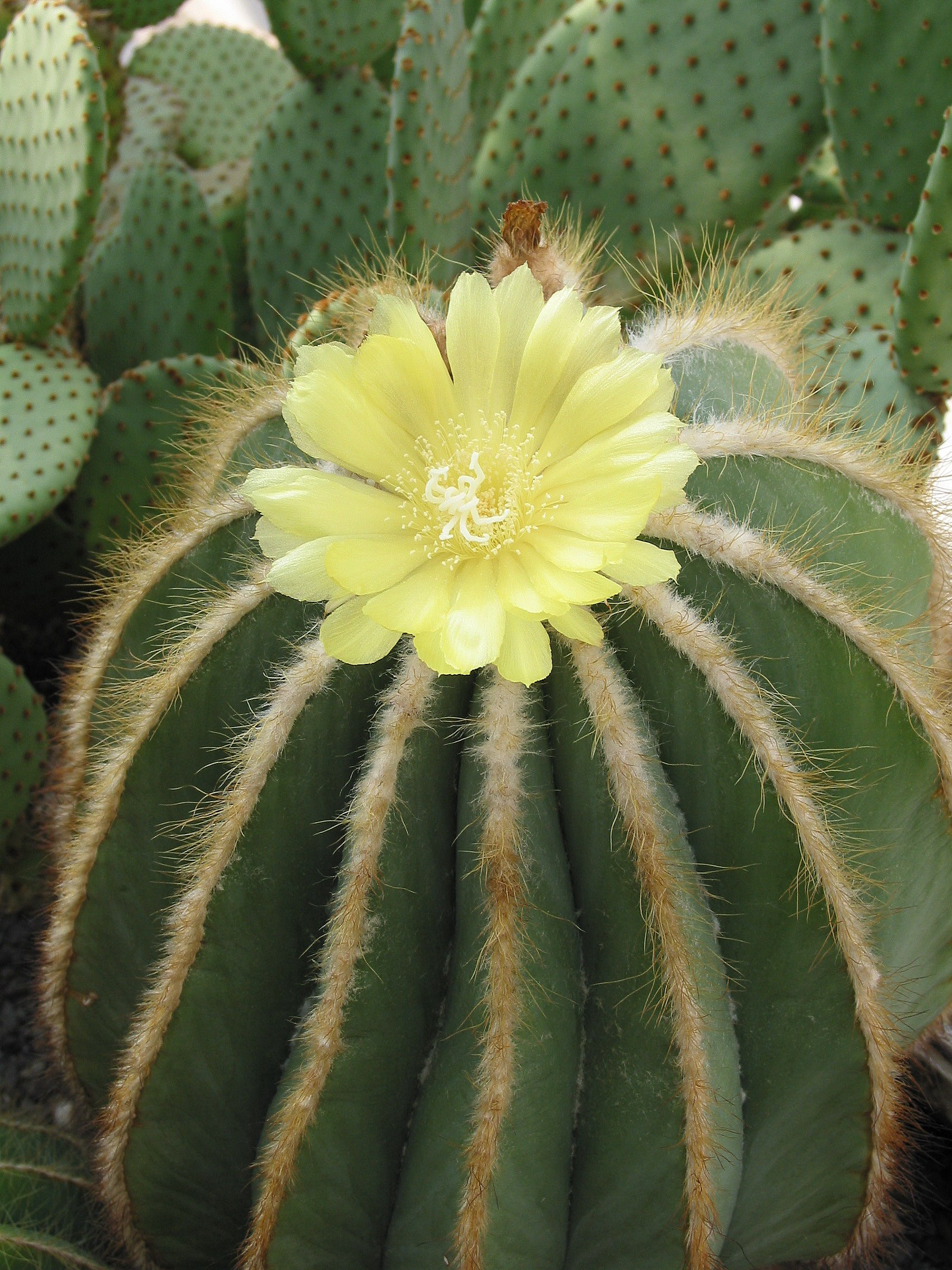
Virágzó Parodia magnifica (Belgium, Nemzeti Botanikus Kert)

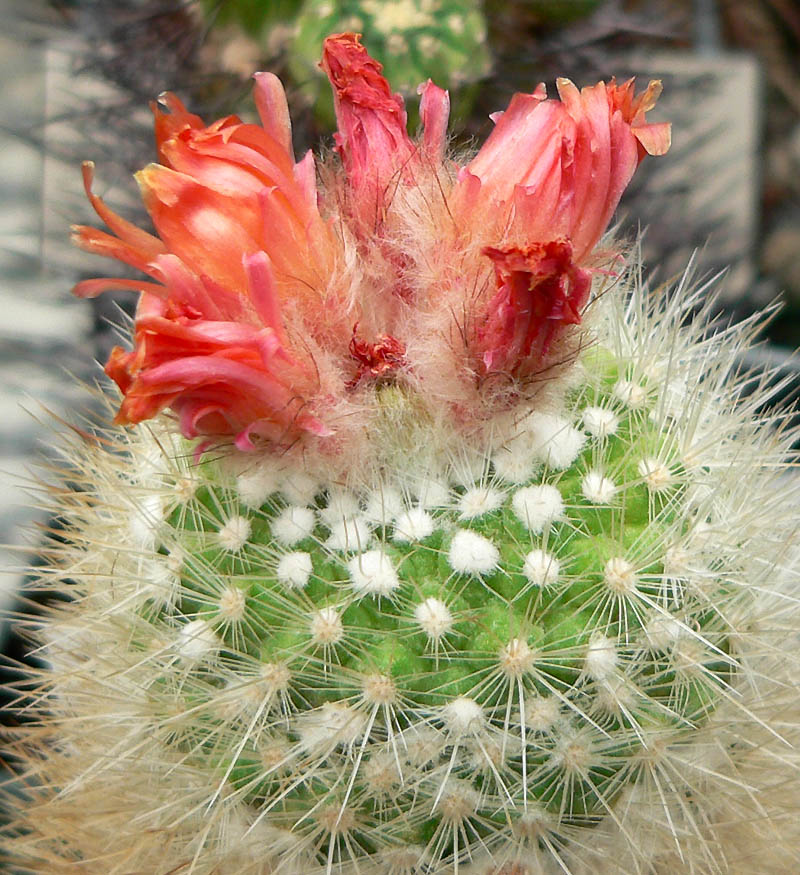
Parodia nivosa

A csodakaktusz (Parodia) a kaktuszfélék (Cactaceae) Notocacteae nemzetségcsoportjának egyik fajgazdag dél-amerikai nemzetsége.

## Előfordulása
A nemzetség mintegy száz faja a kontinens középső részén:
- Észak-Argentínában,
- Bolíviában,
- Paraguayban,
- Közép- és Dél-Brazíliában

él; a síkságoktól a tenger szintje fölé 2500–3000 méterrel magasodó fennsíkokig, hegyvidékekig.

## Megjelenése, felépítése
A fajok többsége kisebb termetű, szabályos alakú, látványos tövisdíszű kaktusz. Élénksárga, narancssárga, narancsvörös vagy vörös virágai aránylag nagyok. Magvai nagyon aprók.

## Életmódja
Hazájukban vulkanikus eredetű, mészmentes talajokon élnek.
A 3–4 éves magoncok fordulnak termőre; az idősebb példányok különösen gazdagon virágoznak. A fejlődési időszakban fény-, meleg- és páraigényes, tehát a Kárpát-medencében nevelt példányokat nyáron célszerű üveg alatt tartani. A tűző napot rosszul tűri, ezért a déli órákban célszerű kissé árnyékolni.
Magvait nem szabad földdel takarni. A kis magoncok eleinte nagyon lassan fejlődnek.
A fajok többsége kiválóan sarjad, majd telepesen nő; a sarjakról jól szaporítható.